# Lauren Ambrose
Lauren Ambrose (New Haven (Connecticut), 20 februari 1978) is de artiestennaam van Lauren Anne D'Ambruoso, een Amerikaans actrice. Ambrose is vooral bekend van haar rol als Claire Fisher in de Amerikaanse televisieserie Six Feet Under.